# إليتيافيا (المغرب)
إليتيافيا المغرب هي شركة طيران مغربية منخفضة السعر أنشئت في آذار / مارس 2010 وتستحوذ عليها الشركة الألمانية بريمنفلي وتقيم العديد من الرحلات في المغرب، فرنسا، هولندا، ألمانيا وبلجيكا.

## الوجهات

### أفريقيا
| المدينة | مطار (رمز) | مطار (رمز) | مطار (اسم)          | نوع من الطائرات             | ملاحظة |
| المدينة | إياتا      | إيكاو      | مطار (اسم)          | نوع من الطائرات             | ملاحظة |
| ------- | ---------- | ---------- | ------------------- | --------------------------- | ------ |
| المغرب  |            |            |                     |                             |        |
| الناظور | NDR        | GMMW       | مطار الناظور العروي | ايرباص A320 ، بوينغ 737-400 |        |
| وجدة    | العود      | GMFO       | مطار وجدة أنجاد     | ايرباص A320 ، بوينغ 737-400 |        |
| طنجة    | TNG        | GMTT       | مطار طنجة ابن بطوطة | ايرباص A320 ، بوينغ 737-400 |        |

### أوروبا
| المدينة  | مطار (رمز) | مطار (رمز) | مطار (اسم)              | نوع من الطائرات             | ملاحظة |
| المدينة  | إياتا      | إكاو       | مطار (اسم)              | نوع من الطائرات             | ملاحظة |
| -------- | ---------- | ---------- | ----------------------- | --------------------------- | ------ |
| ألمانيا  |            |            |                         |                             |        |
| دوسلدورف | DUS        | EDDE       | مطار دوسلدورف           | بوينغ 737-400               |        |
| بلجيكا   |            |            |                         |                             |        |
| بروكسل   | BRU        | Ebbr       | مطار بروكسل             | ايرباص A320 ، بوينغ 737-400 |        |
| لييج     | LGG        | EBCI       | مطار لييج               | ايرباص A320 ، بوينغ 737-400 |        |
| فرنسا    |            |            |                         |                             |        |
| ليون     | LYS        | LFLL       | مطار ليون سانت إكسوبيري | بوينغ 737-400               |        |
| باريس    | CDG        | LFPG       | مطار باريس شارل ديغول   | بوينغ 737-400               |        |
| هولندا   |            |            |                         |                             |        |
| أمستردام | AMS        | EHAM       | مطار سخيبول أمستردام    | ايرباص A320 ، بوينغ 737-400 |        |

## رابط خارجي
- (بالعربية) (بالإنجليزية) (بالإسبانية) (بالهولندية) الموقع الرسمي